# Редеуць-Прут (комуна)
Редеуць-Прут, Редеуці-Прут (рум. Rădăuți-Prut) — комуна у повіті Ботошані в Румунії. До складу комуни входять такі села (дані про населення за 2002 рік):
- Міоркань (2014 осіб)
- Редеуць-Прут (836 осіб)
- Редіу (1073 особи)

Комуна розташована на відстані 426 км на північ від Бухареста, 55 км на північ від Ботошань, 133 км на північний захід від Ясс.

## Населення
За даними перепису населення 2002 року у комуні проживали 3923 особи. Усі жителі комуни рідною мовою назвали румунську.
Національний склад населення комуни:
| Національність | Кількість осіб | Відсоток |
| -------------- | -------------- | -------- |
| румуни         | 3922           | > 99,9%  |
| угорці         | 1              | < 0,1%   |

Склад населення комуни за віросповіданням:
| Релігія       | Кількість осіб | Відсоток |
| ------------- | -------------- | -------- |
| православні   | 3780           | 96,4%    |
| п'ятдесятники | 49             | 1,2%     |
| не релігійні  | 10             | 0,3%     |
| адвентисти    | 7              | 0,2%     |